# David Tanabe
Pour les articles homonymes, voir Tanabe.
David Tanabe (né le 19 juillet 1980 à White Bear Lake, dans l'État du Minnesota aux États-Unis) est un joueur professionnel américain de hockey sur glace ayant évolué à la position de défenseur.

## Biographie

### Carrière en club
Issu du Programme de développement des États-Unis, Tanabe rejoint pour une saison les Badgers du Wisconsin, club universitaire évoluant dans la division Western Collegiate Hockey Association du championnat de la NCAA avant d'être sélectionné au premier tour du repêchage de 1999 de la Ligue nationale de hockey par les Hurricanes de la Caroline.
Devenant joueur professionnel la saison suivante, il partage celle-ci entre les Hurricanes et leur club affilié dans la Ligue internationale de hockey, les Cyclones de Cincinnati puis décroche en 2000-2001 un poste permanent en LNH avec les Canes.
Échangé aux Coyotes de Phoenix avant le début de la saison 2003-2004, il s'aligne avec eux pour une saison avant de quitter pour la saison 2004-2005 vers la Ligue National A de Suisse à cause d'un lock-out dans la LNH qui annule la saison entière.
De retour en LNH la saison suivante, il débute celle-ci avec les Coyotes, puis après seulement 21 rencontres de disputé avec eux, il est échangé aux Bruins de Boston. Devenant agent libre à l'été 2006, il retourne alors avec les Hurricanes. Après avoir disputé 18 rencontres avec la Caroline en 2007-2008, il subit lors d'une partie face aux Maple Leafs de Toronto une commotion cérébrale qui le force à mettre un terme à sa carrière.

### Carrière internationale
Il a représenté les États-Unis au niveau international. Il a pris part au championnat du monde junior en 1994 et au championnat du monde en 2001, mais ne parvient pas à remporter de médailles.

## Statistiques

### Statistiques en club
| Saison     | Équipe                                    | Ligue      |     | Saison régulière | Saison régulière | Saison régulière | Saison régulière | Saison régulière |   | Séries éliminatoires | Séries éliminatoires | Séries éliminatoires | Séries éliminatoires | Séries éliminatoires |
| Saison     | Équipe                                    | Ligue      | PJ  | B                | A                | Pts              | Pun              | PJ               | B | A                    | Pts                  | Pun                  |                      |                      |
| 1997-1998  | Programme de développement des États-Unis | U-18       | 33  | 4                | 15               | 19               | 48               | -                | - | -                    | -                    | -                    |                      |                      |
| 1997-1998  | Programme de développement des États-Unis | USHL       | 21  | 1                | 3                | 4                | 18               | -                | - | -                    | -                    | -                    |                      |                      |
| 1997-1998  | Programme de développement des États-Unis | NAHL       | 12  | 1                | 2                | 3                | 10               | 7                | 2 | 1                    | 3                    | 20                   |                      |                      |
| 1998-1999  | Badgers du Wisconsin                      | WCHA       | 35  | 10               | 12               | 22               | 44               | -                | - | -                    | -                    | -                    |                      |                      |
| 1999-2000  | Hurricanes de la Caroline                 | LNH        | 31  | 4                | 0                | 4                | 14               | -                | - | -                    | -                    | -                    |                      |                      |
| 1999-2000  | Cyclones de Cincinnati                    | LIH        | 32  | 0                | 13               | 13               | 14               | 11               | 1 | 4                    | 5                    | 6                    |                      |                      |
| 2000-2001  | Hurricanes de la Caroline                 | LNH        | 74  | 7                | 22               | 29               | 42               | 6                | 2 | 0                    | 2                    | 12                   |                      |                      |
| 2001-2002  | Hurricanes de la Caroline                 | LNH        | 78  | 1                | 15               | 16               | 35               | 1                | 0 | 1                    | 1                    | 0                    |                      |                      |
| 2002-2003  | Hurricanes de la Caroline                 | LNH        | 68  | 3                | 10               | 13               | 24               | -                | - | -                    | -                    | -                    |                      |                      |
| 2003-2004  | Coyotes de Phoenix                        | LNH        | 45  | 5                | 7                | 12               | 22               | -                | - | -                    | -                    | -                    |                      |                      |
| 2004-2005  | Rapperswil-Jona Lakers                    | LNA        | 8   | 4                | 5                | 9                | 4                | -                | - | -                    | -                    | -                    |                      |                      |
| 2004-2005  | Kloten Flyers                             | LNA        | 20  | 3                | 7                | 10               | 18               | 5                | 1 | 4                    | 5                    | 8                    |                      |                      |
| 2005-2006  | Coyotes de Phoenix                        | LNH        | 21  | 0                | 4                | 4                | 8                | -                | - | -                    | -                    | -                    |                      |                      |
| 2005-2006  | Bruins de Boston                          | LNH        | 54  | 4                | 12               | 16               | 48               | -                | - | -                    | -                    | -                    |                      |                      |
| 2006-2007  | Hurricanes de la Caroline                 | LNH        | 60  | 5                | 12               | 17               | 44               | -                | - | -                    | -                    | -                    |                      |                      |
| 2007-2008  | Hurricanes de la Caroline                 | LNH        | 18  | 1                | 2                | 3                | 8                | -                | - | -                    | -                    | -                    |                      |                      |
| Totaux LNH | Totaux LNH                                | Totaux LNH | 449 | 30               | 84               | 114              | 245              | 7                | 2 | 1                    | 3                    | 12                   |                      |                      |

### Statistiques en équipe nationale
| Année | Équipe     | Compétition                 |   | PJ | B | A | Pts | Pun      |  | Résultat |
| 1994  | États-Unis | Championnat du monde junior | 6 | 0  | 1 | 1 | 4   | 9e place |  |          |
| 2001  | États-Unis | Championnat du monde        | 9 | 1  | 2 | 3 | 6   | 4e place |  |          |

## Honneurs et trophées
- Western Collegiate Hockey Association
  - Nommé dans l'équipe des recrues en 1999.
- Ligue nationale de hockey
  - Participe au match des futures étoiles disputé dans le cadre du Match des étoiles de la LNH de 2002.

## Transactions en carrière
- Repêchage 1999 : Réclamé par les Hurricanes de la Caroline (1er choix de l'équipe, 16e au total).
- 21 juin 2003 : échangé par les Hurricanes avec Igor Kniazev aux Coyotes de Phoenix en retour de Daniil Markov et du choix de troisième ronde des Oilers d'Edmonton au repêchage de 2004 (choix acquis précédemment et échangé ultérieurement aux Rangers de New York qui sélectionnent avec ce choix Billy Ryan).
- 21 octobre 2004 : signe à titre d'agent libre avec le Rapperswil-Jona Lakers de la Ligue National A en Suisse.
- 29 novembre 2004 : signe à titre d'agent libre avec le Kloten Flyers de la Ligue National A en Suisse.
- 18 novembre 2005 : échangé par les Coyotes aux Bruins de Boston en retour de Dave Scatchard.
- 29 août 2006 : signe à titre d'agent libre avec les Hurricanes de la Caroline.
- 18 décembre 2007 : rate la majorité de la saison à la suite d'une commotion cérébrale subi lors d'une rencontre face aux Maple Leafs de Toronto.